# Charles-Félix Tavano
Charles-Félix Tavano (Nice, 19 de abril de 1887 - Châtel-de-Neuvre, 29 de maio de 1963) foi um realizador francês, também argumentista, diretor de produção e romancista.

## Filmografia

### Realizador
- 1931: Deux fois vingt ans
- 1932: Arrêtez-moi!
- 1932: Le billet de logement
- 1934: Les Deux Papas
- 1935: Un colpo di vento (versão italiana de um filme em dupla versão, cuja versão francesa é Coup de vent de Jean Dréville)
- 1935: Son excellence Antonin
- 1948: L'impeccable Henri
- 1949: Les vagabonds du rêve
- 1949: Ève et le serpent
- 1951: Coq en pâte

### Diretor de produção
- 1939: Le Bois sacré
- 1943: Le Mistral
- 1943: L'Homme de Londres
- 1945: La Cage aux rossignols
- 1946: Il suffit d'une fois
- 1947: Antoine et Antoinette

## Obras
- Charles-Félix Tavano & Marcel Yonnet,  Quelques histoires de cinéma, Jules Tallandier Éditeur, Paris, 1923.
- Terres rouges - roman de la terre corse, Jules Tallandier Éditeur, Paris, 1927
- Quand l'amour nous mène, romance, Jules Tallandier Éditeur, Paris 1930.
- À l'ombre des buildings, romance, Jules Tallandier Éditeur, Paris 1931.